# 丹羽氏明

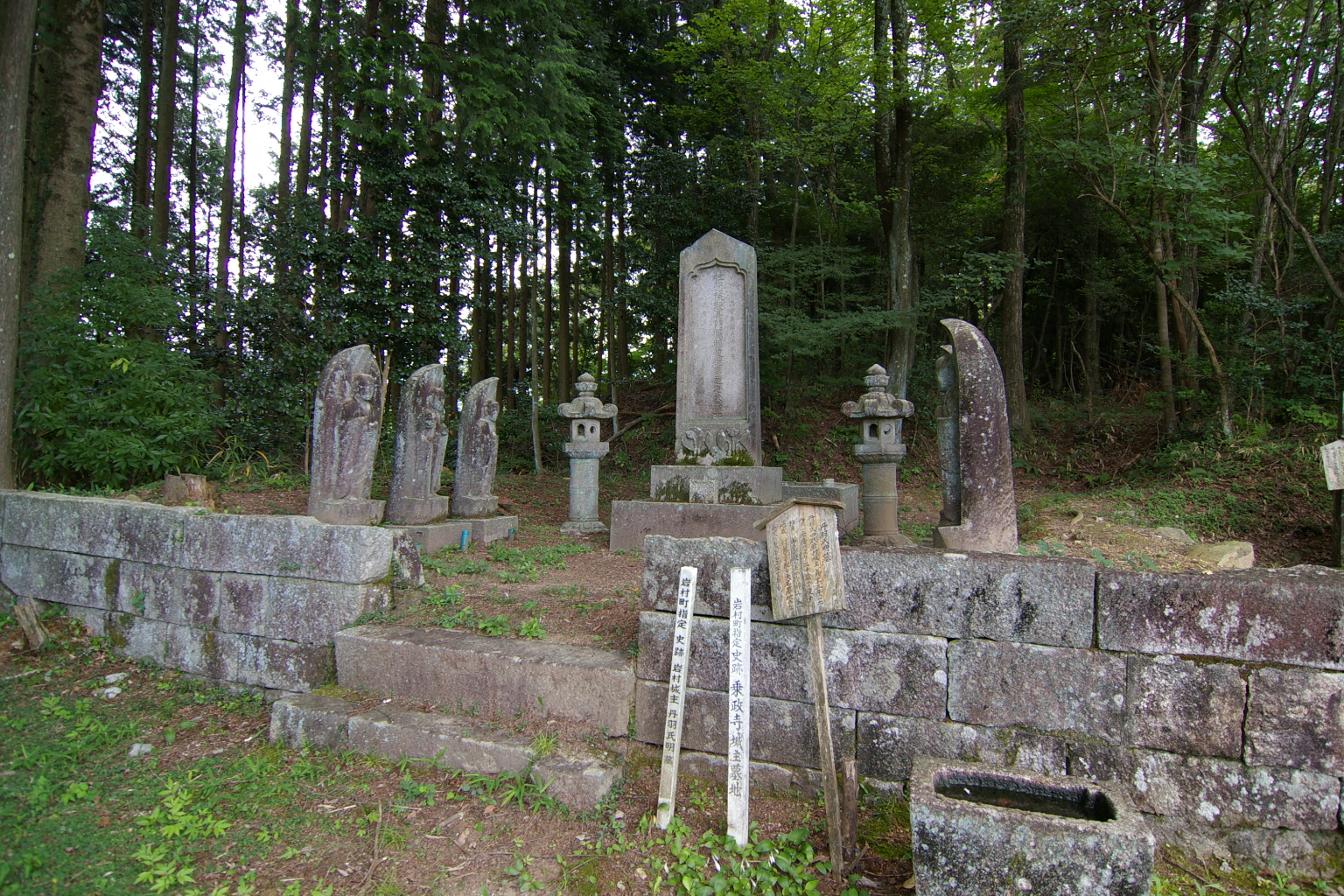
大名墓地（岐阜県恵那市岩村町）の丹羽氏明の墓

丹羽 氏明（にわ うじあき）は、江戸時代前期の大名。美濃国岩村藩4代藩主。氏次系丹羽家五代。

## 略歴
寛文7年（1667年）、丹羽氏純の嫡男として岩村城で生まれた。幼名は勘助。
延宝2年（1674年）11月、父の氏純が没し、家督を相続した。
天和2年（1682年）12月、従五位下に叙せられ、長門守に任じられた。
貞享3年（1686年）3月2日（または3月3日）、妻子が無いまま疱瘡で病没した。享年20。法号は性覚院徳雲道海大居士。
分家で旗本の丹羽氏音が、岩村藩主を嗣いだ。
当時岐阜県恵那市岩村町に存在した丹羽氏の菩提寺の妙仙寺に葬られたが、現在は寺は存在せず大名墓地に墓が残されている。